# Liacarus tsendsureni
Liacarus tsendsureni är en kvalsterart som först beskrevs av Bayartogtokh 1998.  Liacarus tsendsureni ingår i släktet Liacarus och familjen Liacaridae. Inga underarter finns listade i Catalogue of Life.